# Filialkirche Altenburg
Die Filialkirche Altenburg und der zugehörige Burgstall liegen in der Ortschaft Altenburg der Gemeinde Windhaag bei Perg im Bezirk Perg in Oberösterreich. Die Kirche war von 1344 bis 1784 die Pfarrkirche der damaligen Pfarre Altenburg. Seit 1784 ist sie bedeutende Filialkirche von Windhaag bei Perg.

## Lage
Die Filialkirche und der Burgstall liegen auffällig auf einer Geländekuppe auf einem 200 m langen Geländestreifen, etwa 30 m hoch über 2 Bächen, dem Schwertmüllerbach (früher Elmbach, Modlerbach) und dem Hausbergbachl. Es gibt nur von Norden einen Zugang (Fahrweg). Die anderen Seiten fallen steil ab. Das hügelige Land des Mühlviertels umgibt alles.
An den Bächen gab es früher Wassermühlen, die ebenso wie die Schwertmühle (Freindorf Nr. 7) mit ihren Nebenbetrieben verfielen. Unterhalb des Burgstalls besteht nun ein moderner Sägebetrieb.
Unterhalb der Kirche führt die Straße zu zwei bedeutsamen Orten: Zur Kloster- und Schlossanlage Windhaag im Westen und zur Klosteranlage und dem Markt Münzbach im Osten. Aber auch das Hochgericht (Galgen) stand einst weit sichtbar auf einem Hügel neben der Straße nach Münzbach.

## Geschichte

### Baugeschichte
Am Standort der heutigen Kirche wird ein wehrhafter Vorgängerbau vermutet. Die frühmittelalterliche Burganlage, für die urkundliche Hinweise fehlen, dürfte um 1250 aufgegeben worden sein. Um diese Zeit wurde ein honorabilis vir Conrad de Altenburch urkundlich genannt.
Um 1309 dürfte die Kirche erbaut worden sein. Zuständig für den Bau war die Altpfarre Naarn. Geweiht wurde die Kirche dem heiligen Apostel Bartholomäus.
In der Zeit um 1425 erfolgten umfangreiche Bauarbeiten an der Kirche, da sie bei den Hussiteneinfällen ins Mühlviertel verwüstet worden war. Die schützende Ringmauer war wohl die Antwort auf die Überfälle.

### Pfarrgeschichte
Altenburg war von 1344 bis anfangs der 1784 eine selbständige Pfarre. Dann kamen die josephinischen Reformen, und die Verlegung der Pfarrrechte nach Windhaag. Die Pfarrrechte wurde genau am 6. März 1784 auf die Pfarre Windhaag übertragen. Die einstige Pfarrkirche wurde zur Filialkirche.
1492 erhielt die adelige Familie der Prager (von Prag) die Patronats- und Nominationsrechte über die Pfarre. Folgend bedachte sie die Kirche mit zahlreichen Schenkungen und Stiftungen.
Die drei Pfarren Altenburg, Münzbach und Pergkirchen waren in der zweiten Hälfte des 16. und in den ersten Jahrzehnten des 17. Jahrhunderts protestantisch, da die Inhaber der Herrschaft Windhaag, die Prager, zu jener Zeit Protestanten waren. Die protestantische Zeit begann 1570 mit Andreas von Prag (1514–1569) und dessen Sohn Friedrich von Prag († 1600). 1587 ließ Friedrich den künftigen Pastor von Altenburg an der Universität Tübingen ausbilden. Die drei Windhaager Pfarren Altenburg, Münzbach und Pergkirchen galten als Hochburgen des Protestantismus im Unteren Mühlviertel. Es wurde auch eine eigene Schule eingerichtet, in einem Haus das der Pfarre seit 1344 gehörte, dem Schulhaus (Haus Altenburg Nr. 2). Die protestantische Zeit endete schließlich aufgrund des kaiserlichen Patentes im Jahr 1624.
Joachim Enzmilner (1600–1678) wurde nach dem Erwerb der Herrschaft Windhaag erst nach einem längeren Rechtsstreit mit dem Abt von Baumgartenberg Patronatsherr der Pfarre. Er betraute dann die Patres des Dominikanerklosters Münzbach mit der Seelsorge. Diese wirkten in Altenburg als Pfarrvikare. Die Patres aus dem nahen Münzbach wohnten nicht im Pfarrhof. So verlegte man die Schule in den bisherigen Pfarrhof (Haus Altenburg Nr. 1). Eva Magdalena Enzmilner (1629–1700) schenkte während ihrer Wirkenszeit als Patronatsherrin der Kirche u. a. einen neuen Hochaltar, ein altes Positiv (die transportable Orgel) und eine Ampel aus Messing (für das Ewige Licht). Die Pest kam 1684. Sie forderte 91 Tote in der Pfarre.

## Beschreibung

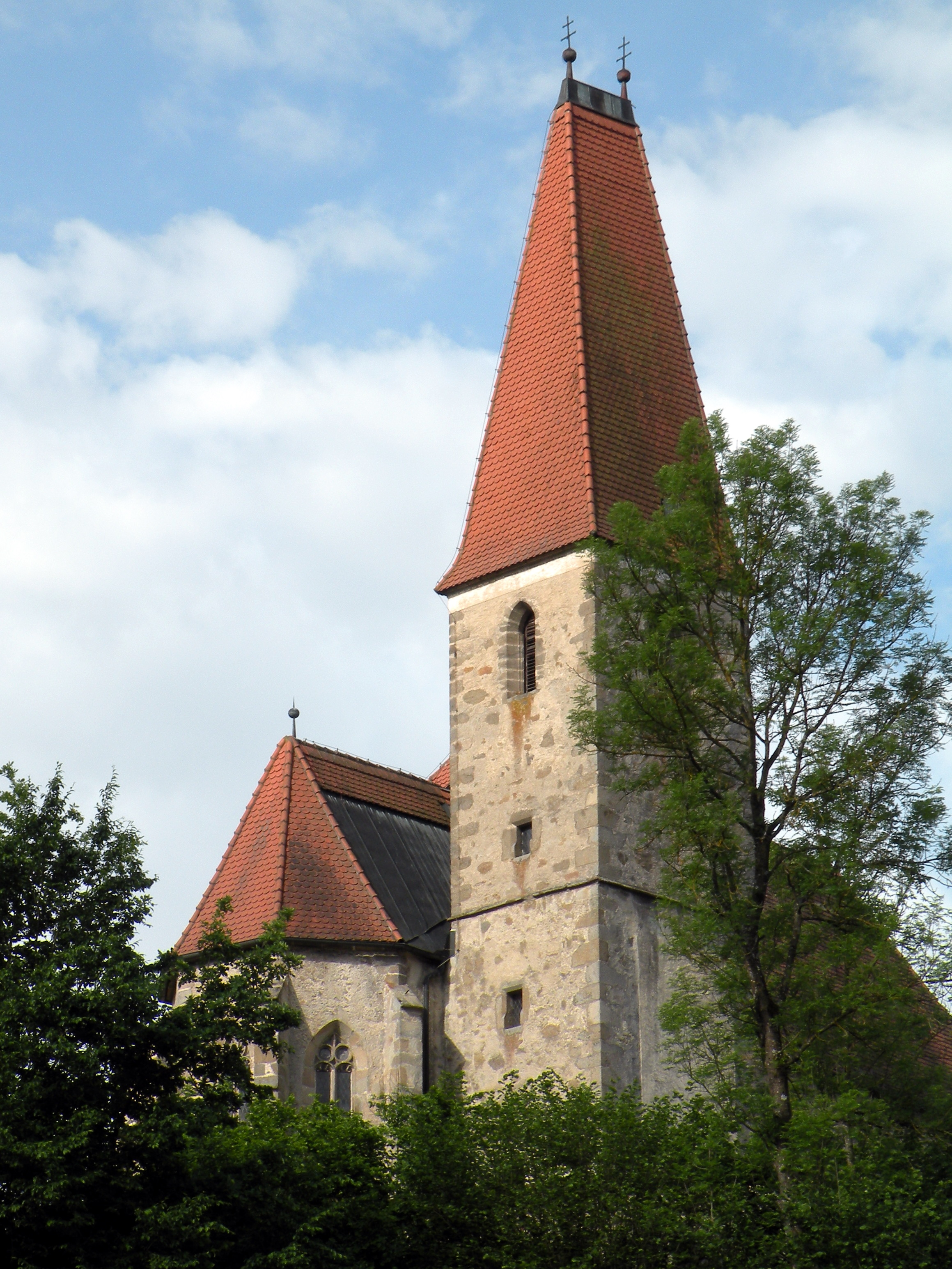
Nordostansicht der Kirche

### Architektur
Das gotische, einschiffige dreijochige netzrippengewölbte Langhaus der Kirche mit eingezogenem einjochigen Chor wurde im frühen 14. Jahrhundert auf einem älteren einschiffigen rechteckigen Längsbau, vermutlich Wehrbau, mit romanischen Fundamenten errichtet. 
Die Hl. Annakapelle mit dem darüberliegenden Betzimmer wurde um 1510 etwa südseitig von der Familie der Prager angebaut, von dem aus die Prager durch ein Fenster dem Gottesdienst folgen konnten. Eine Rarität stellt in diesem Raum der Renaissance-Kamin aus Granit dar.
Das Kirchenportal stammt aus der Zeit nach 1512.
Der Innenraum der Kirche verdankt sein heutiges Aussehen einer Restaurierung, die Anfang des 21. Jahrhunderts durchgeführt wurde. Im Vordergrund der Restaurierungsarbeiten standen das historisch gewachsene Ensemble des Kirchenraums und der überlieferte Raumeindruck. Die vorhandenen Granitplatten des Bodens blieben in ihrer Unregelmäßigkeit erhalten. Bei den historischen Chorstühlen und Kirchenbänken wurde nur die Lasur-Malerei ausgebessert. Für die Ausmalung des Raumes wurde die Sumpfkalk-Technik angewendet, wobei man sich am Zustand aus der Barockzeit orientierte. Restauriert wurden die gotischen Beschläge und das gotische Gitter des Sakramentshäuschens sowie die barocken Altäre und die Leinwandbilder. Bei den Arbeiten entdeckte man eine mit 1572 datierte und bisher überstrichene Untersicht des hölzernen Kanzeldeckels über der gotischen Steinkanzel. Es handelt sich um eine reiche sternförmige Gestaltung mit Holzintarsien, in denen auch Friese aus Fladerpapier mit braunem Holzschnittdruck aus der Renaissance eingelegt sind. Derartige Kassettendecken des 16. Jahrhunderts wurden in Österreich sonst nur selten nachgewiesen.

### Gruft der Prager
Von der Annakapelle führt eine Treppe in die Gruft, die der Familie der Prager als Begräbnisstätte diente. Ladislaus Prager (* vor 1486; † 28. November 1514) war ein Adeliger mit großem Ansehen, Erbmarschall von Kärnten usw. Durch die erste Ehefrau Regina von Tannpeck († 1499) war Ladislaus zum Lehen von Windhaag gekommen. In der Altenburger Gruft (datiert 1512) finden sich noch immer gut erhaltene Fresken mit den Namenspatronen der Kinder von Ladislaus, dem jüngsten Gericht, sowie die Wappen der Prager und der Fuxberg. Sie entdeckte man 1907 bei der Öffnung der Gruft. Anna Fux von Fuxberg aus Tirol († etwa um 1534) war dritte Ehefrau und Witwe des Ladislaus.

### Glocke
Die 1340 gegossene und 100 kg schwere Glocke der Kirche ist eine der ältesten Glocken in Oberösterreich.

### Orgel
Die erhaltene Tragorgel (Portativ) der Kirche ist eine große Besonderheit. Gebaut wurde sie um 1630 vom Bürger und Orgelmacher Hans Ulrich Schreyer (* 15. September 1587; † 1648) zu Steyr. Ursprünglich war die Orgel als einmanualige Tragorgel konzipiert, die man bei Prozessionen mittragen konnte. Für die Verwendung in der Kirche wurde die Orgel etwas vergrößert.
Die Orgel war ein Geschenk von Eva Magdalena Enzmilner (1629–1700, Priorin des Dominikanerinnenklosters Windhaag) gegen Ende des 17. Jahrhunderts. Ein Positiv (kleine Orgel, genau diese?) stand damals schon 1654 im Römersaal des Neuen Schlosses Windhaag.
Die über die Jahre unspielbar gewordene Orgel konnte 1987 vom französischen Orgelbauer Marc Garnier und Mitarbeiter Reinhold Humer aus Ried im Innkreis renoviert und in einen spielbaren Zustand versetzt werden. Gerhard Wünsche aus Pfarrkirchen besserte noch die Bemalung aus. Die Orgel ist ohne Pedal und ohne Sitzbank ausgeführt, sodass der Organist die Orgel stehend spielen muss. Die Orgeldisposition ist Gedeckt 8′, Flöte 4′ und Principal 2′. Die Blasbälge mussten durch horizontales Ziehen der Riemen betätigt werden. Das bezeichnet man als Melken der Orgel. Seit 1989 hat die Orgel zusätzlich einen Elektroantrieb.

## Umgebung

### Burgstall Altenburg
Auf dem Burgberg finden sich noch immer Geländemerkmale der Substruktion einer Burganlage. So führt der Zugang von Norden durch einen Halsgraben (Abschnittsgraben). Die um 1700 erbaute Kapelle steht auf einer Erhöhung mit etwa 10 m Durchmesser, die auf eine Turmsubstruktion hinweist. Das anschließende ebene Terrain, ~25 m breit und ~50 m lang, geht jäh in Steilabfälle über und weist so auf eine künstliche Anlage hin.

### Alte Schule (Museum Altenburg)
Haus Altenburg Nr. 2. Die Pfarre kaufte das Haus im Jahr 1344 und richtete darin ein Schulhaus ein, das 1420 erstmals schriftlich erwähnt wurde. 1560 wurde daraus eine protestantische Landschule. 1624 wurde sie wieder zur katholischen Schule. Nach 1664 wurde der gegenüberliegende alte Pfarrhof zur Schule. Das alte Schulhaus war dann ab 19. Jahrhundert Privatbesitz. 1984 kaufte die Gemeinde Windhaag das Haus. Es folgte die Umgestaltung zum Museum Altenburg, das 2002 eröffnet wurde.

### Alter Pfarrhof (Privathaus)
Haus Altenburg Nr. 1. Um 1500 errichtet. 1560 übernahmen den Pfarrhof protestantischer Prediger. 1624 übernahmen ihn wieder katholische Pfarrer. 1664 betraute man Patres des Dominikanerklosters in Münzbach mit der Seelsorge in Altenburg. Sie gaben den Pfarrhof frei für die Schule, die daraufhin einzog. 1783 verlegte man die Schule schließlich nach Windhaag. Seit 1795 ist der alte Pfarrhof Privatbesitz.

## Heutige Nutzung
Das Kirchengebäude, das sonst abgeschlossen ist, kann im Rahmen eines Museumsbesuchs besichtigt werden. Die Kirche und das Museum sind beliebte Orte für Zusammenkünfte, Andachten und Hochzeiten. Der Alte Pfarrhof und der Burgstall sind in Privatbesitz. Denkmalschutz besteht für die Filialkirche mit ehemaligem Friedhof, den Karner und die Alte Schule (Museum Altenburg).